# Carole Laure
Carole Laure (Shawinigan, 5 agosto 1948) è un'attrice e cantante canadese.

## Biografia
A diciotto anni si unisce alla compagnia teatrale New World Theatre a Montréal. Notata dal regista Jean Chabot, viene scelta da lui come protagonista del cortometraggio Un bycicle pour Pit (1968) e del lungometraggio di esordio Mon enfance à Montréal (1971). Si fa notare a livello internazionale nel 1973, come protagonista di La mort d'un bûcheron di Gilles Carle, che partecipa al Festival di Cannes dello stesso anno. Dopo avere rifiutato il ruolo di Emmanuelle nel film omonimo, nel 1974 è protagonista del film scandalo di Dušan Makavejev Sweet Movie - Dolce film.
Nel 1978, dopo avere preso parte a dei musical in teatro, con un certo successo affianca alla carriera di attrice quella di cantante.

## Filmografia parziale
- Fleur bleue, regia di Larry Kent (1971)
- Il pappone infuriato (Les Corps célestes), regia di Gilles Carle (1973)
- La mort d'un bûcheron, regia di Gilles Carle (1973)
- Sweet Movie - Dolce film (Sweet Movie), regia di Dušan Makavejev (1974)
- Una Magnum Special per Tony Saitta, regia di  Alberto De Martino (1976)
- La minaccia (La Menace), regia di Alain Corneau (1977)
- Preparate i fazzoletti (Préparez vos mouchoirs), regia di Bertrand Blier (1978)
- Fantastica, regia di Gilles Carle (1980)
- Fuga per la vittoria (Escape to Victory), regia di John Huston (1981)
- Maria Chapdelaine, regia di Gilles Carle (1983)
- À mort l'arbitre!, regia di Jean-Pierre Mocky (1984)
- Una storia a Los Angeles (Heartbreakers), regia di Bobby Roth (1984)
- Sweet Country, regia di Michael Cacoyannis (1987)
- Elles ne pensent qu'à ça..., regia di Charlotte Dubreuil (1994)
- La belle bête, regia di Karim Hussain (2006)

## Discografia

### Album
- Alibis (1978)
- Carole Laure/Lewis Furey Fantastica (1980)
- Carole Laure/Lewis Furey Enregistrement Public au Théâtre de la Porte Saint-Martin (1982)
- Carole Laure/Lewis Furey Night Magic (1985)
- Western Shadows (1989)
- She Says Move On (1991)
- Sentiments Naturels (1997)
- Collection Légende (1999)

### Singoli
- "J'ai une chanson" (1978)
- "See you Monday" (with Lewis Furey) (1979)
- "Fantastica" (with Lewis Furey) (1980)
- "I should have known / Slowly, I married her" (con Lewis Furey) (1982)
- "Danse avant de tomber" (1989)
- "Anybody with the Blues" (1990)
- "She says move on" (1991)
- "Perds ton temps" (1992)
- "Mirage Geisho" (New version) (1993)
- "Passe de toi" (1996)
- "Sentiments naturels" (1997)
- "Dormir" (Sampler) (1997)